# Leopold Vogl
Leopold Vogl (Atzgersdorf, 16 settembre 1910 – Vienna, 9 gennaio 1992) è stato un calciatore austriaco, di ruolo attaccante.

## Carriera

### Club
Ha sempre giocato nel campionato austriaco.

### Nazionale
Ha collezionato 2 presenze con la Nazionale austriaca.